# Vahibre
Vahibre (řecky Απριης– Apriés, v Bibli označován jako Hofra), byl faraonem 26. dynastie, Egyptská Pozdní doba (664–332) př. n. l.. Apriés vládl v letech 589–570 př. n. l. a období Saiské nezávislosti.

## Historický vývoj

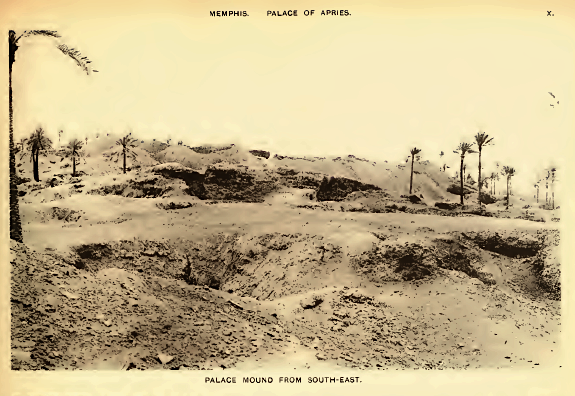
Ruiny paláce Apriés u Mennofer; pohled v roce 1909

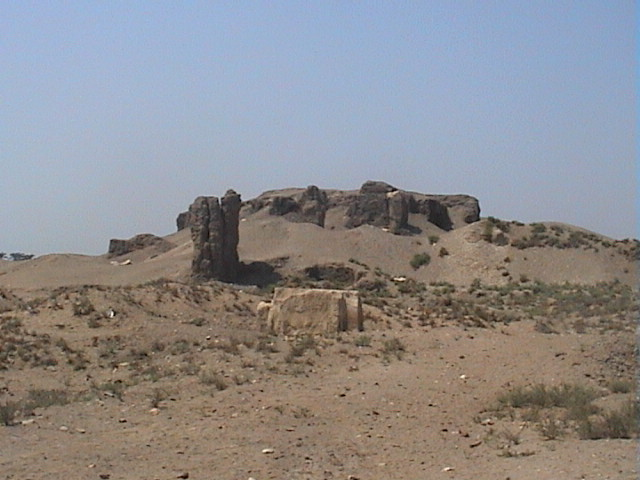
Ruiny paláce při pohledu od severu

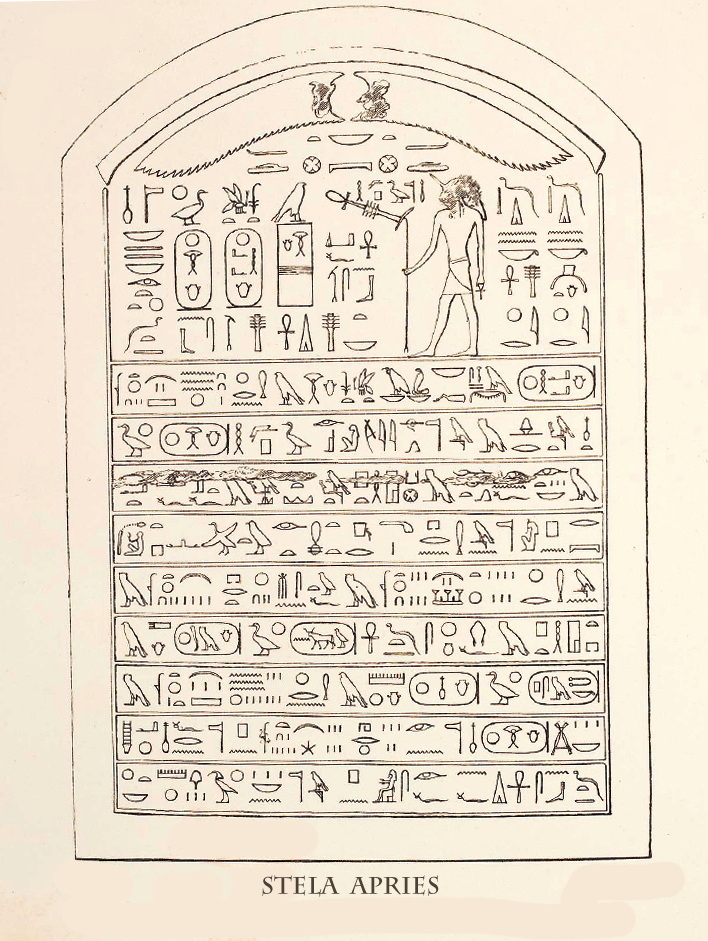
Stela faraona Vahibre (Απριης), kterou vydal ve 12. roce své vlády k datu úmrtí posvátného býka Apise

Po otci Psammetikovi II. zdědil celkem zkonsolidovaný Egypt, i když politický a územní vliv na severu v Palestině po porážce Babylonem u Kerchemiše (605 př. n. l.) se vytratil. Apriés se pokusil obnovit vztahy k Levantě, zájmena v Palestině a vedl zahraniční politiku ve snaze zabránit novobabylonské říši úplnému ovládnutí Levanty a důležitých obchodních cest. Vložil se do sporu mezi Libyjci a Řeky, v jeho vojsku však vznikla vzpoura, kterou měl potlačit generál Amasis. Jeho vojenské akce ale nebyly úspěšné. Po porážce Řeky při tažení do Kyrenaiky byl Apries sesazen vzpourou vojska ve prospěch generála Amasise Khnem-ib-Ra. () Apriés uprchl do Babylonie, kde se skrýval až se s babylonskou vojenskou pomocí, v roce 567 př. n. l. do Egypta opět vrátil k odvetě proti Amasisovi. V bitvě u Memfis však byl poražen, zajat a uzurpátorem trůnu popraven. 
 Nicméně následník na egyptském trůnu Amasis později faraonovi Apriésovi dopřál státní pohřeb a naplnění tradičních rituálních posmrtných poct.
 To vše se odehrával v kontextu historických dějů v Persii, která se potýkala s řadou vzpour ve svých satrapiích a vnitřními spory mezi vládci 27. dynastie, v daném situaci za vlády Kambýsése I. a jeho následníka Kýrose II. v letech ~600–530 př. n. l.. Nelze opomenout časově přibližně shodný postupný úpadek dříve mocné Assyrské říše, za vlády posledního krále Novoasyrské říše, Ašur-ubalita II. (612–609 př. n. l.). Oproti tomu to byla také doba vzestupu moci Novobabylónská říše za vlády Nebukadnesara II. (605–562 př. n. l.). Mocenské poměry se v oblasti zásadně měnily.

## Monumenty
Ve vztahu k faraonovi Apriesovi se nejčastěji uvádí archeologické poznatky Petrieho  z expedicí v roce 1909–1910 a podrobných popis Královského paláce Apriese, který se nacházel poblíž dnešního města Mit Rahina , jehož pozdější zástavba původní areál překryla. Nicméně Petrie v roce 1909 ještě zaznamenal, že zastavěná plocha zabírala zhruba šířku 61m hřebenu terénní vyvýšeniny a 120m severojižní délku hradeb z masivních zdí z hliněných cihel. Severní konec zasahoval až k obrovským zděným ohradám z cihel na jižním konci. Po odkryvu se nalezly četné artefakty, dnes převážně uložené v Egyptském muzeu. Přesnější datace paláce není k dispozici, zejména v důsledku následných přestaveb, později vnesených předmětů a celkové devastace. Nicméně se odhaduje, že egyptology nalezené předměty pocházejí převážně z pozdního období v rozmezí 26.–30.dynastií. 
 Memfis, které bylo centrem a sídelním městem 26. dynastie s dobově výstavným palácem boha Ptaha a jeho emanace posvátných býků Apisů. K jeho oslavě ale i úmrtí byly věnovány stély, z nichž jedna obsahuje epitaf k datu úmrtí Apise za vlády faraona Apriese. Stéla obsahuje text s datací narození, pohřbu, mumifikace vzhledem k vládě faraonů 26. dynastie:
Apis, velký bůh, dává život, vládu, zdraví (a) stabilitu všech. Dávám ti život a věčnost v mé přítomnosti to jsou mé obětiny. Horus Wahibre, král Horního a dolního Egypta Haabire (Apries)… 

…Majestát boha odešel ve 12. roce 4. měsíci 12. zimním dni do nebe. Zrodil se v 16. roce 2. měsíci a 7. dni zátop za vlády krále Hora Wahemibre (Psemetik II.) syna Re (Nekau), ať žije věčně...
Joanna Labudek

 Datové údaje upřesňují onu událost k roku ~577 př. n. l. 

## Fotogalerie

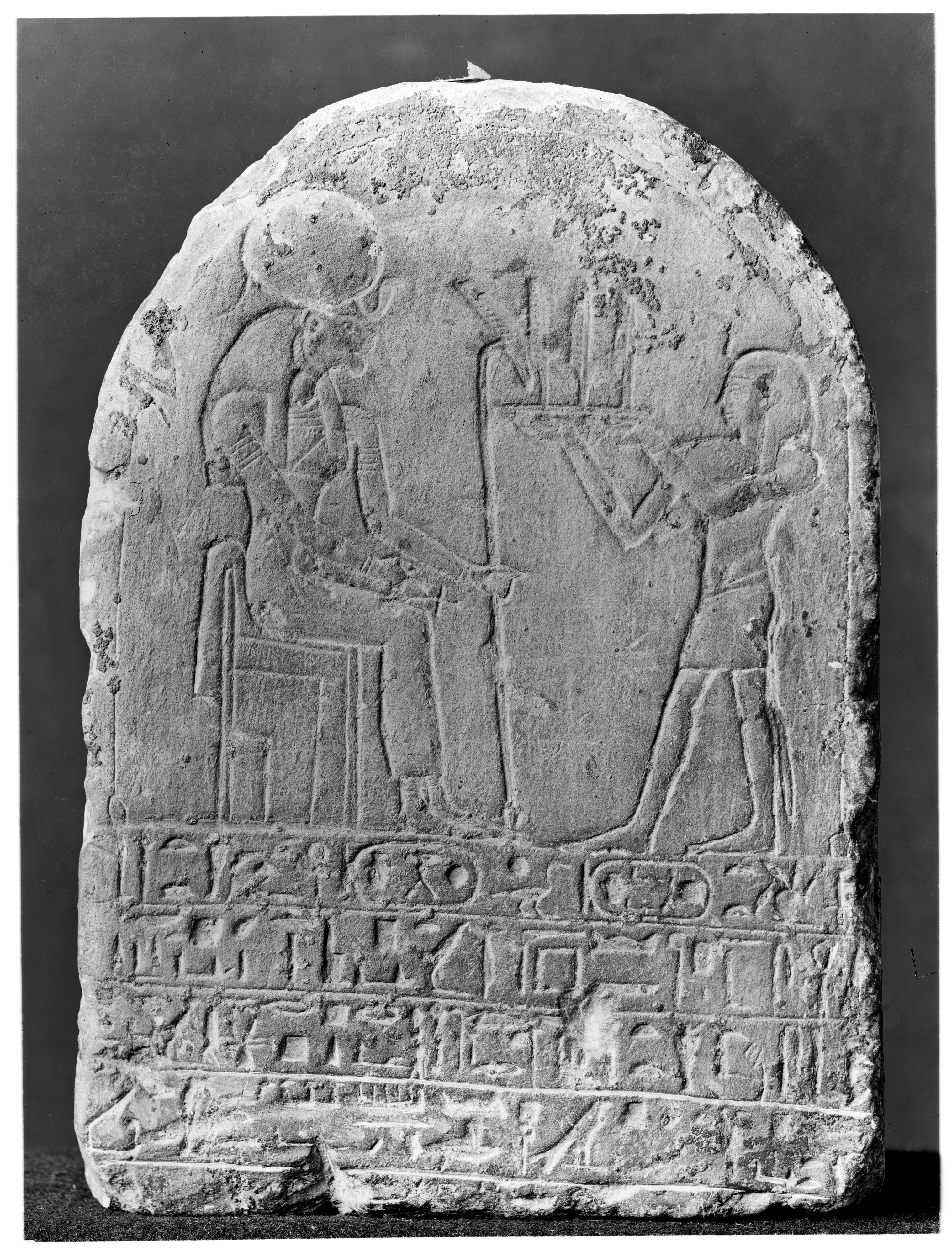
Apriés nabízí svou zem bohyni Bastet
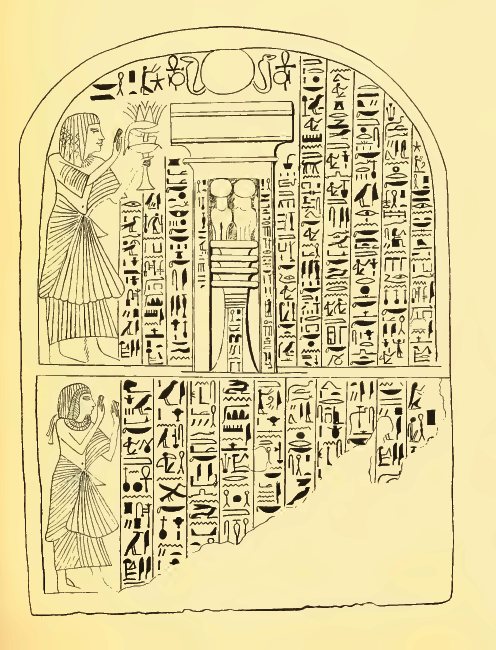
Stéla z paláce Apries, Mennofer, 26. dynastie; kněžky uctívají bohyni Buto
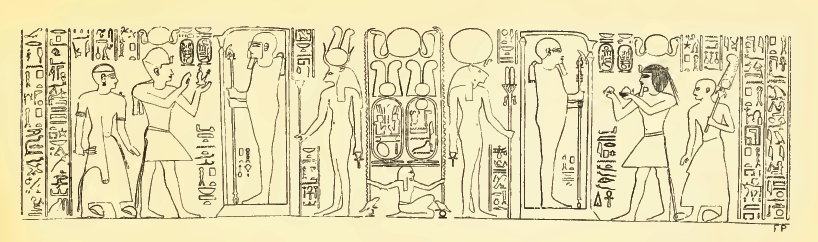
Nachthareheb II. 30. dynastie obětuje bohu Ptahovi
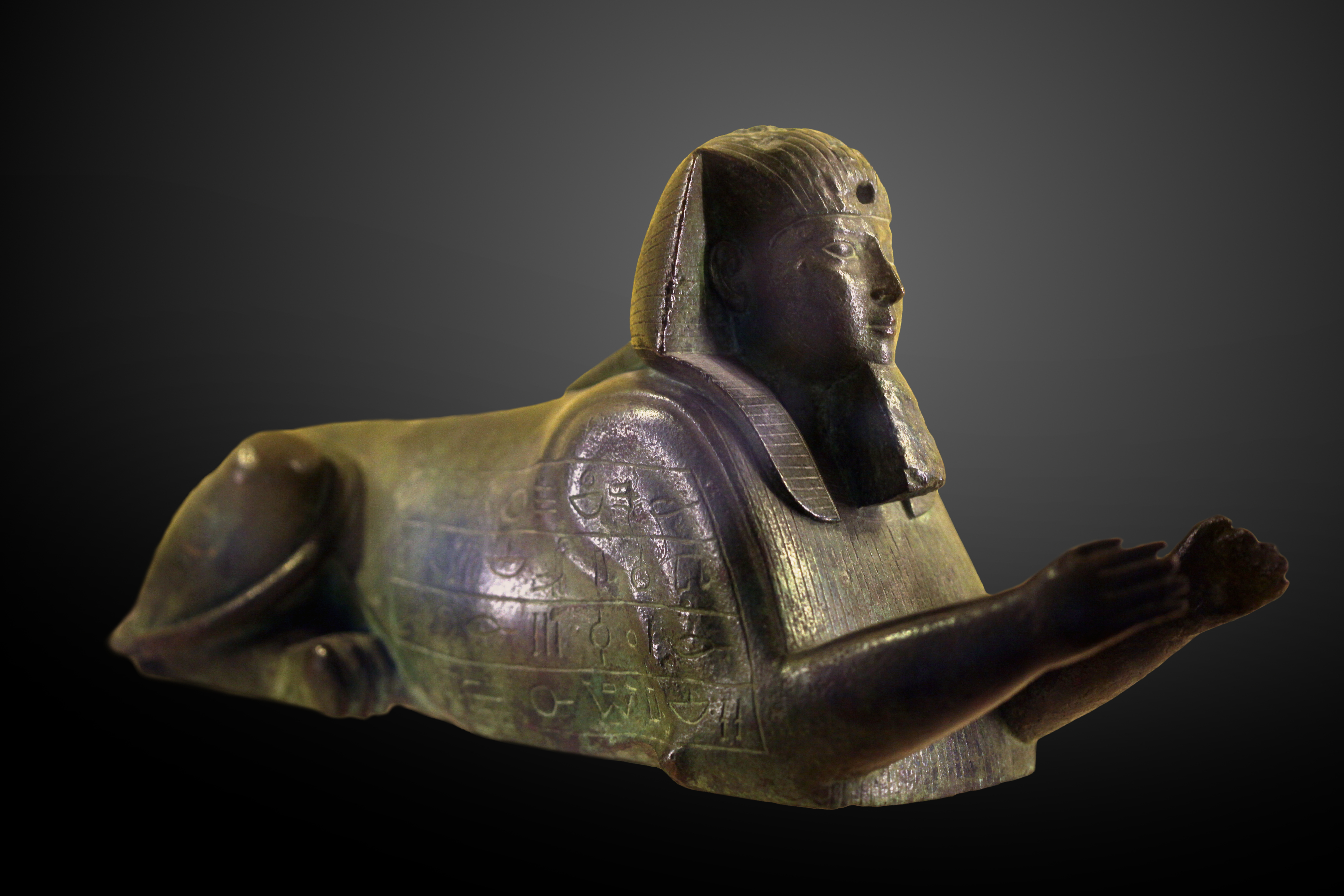
Sfinga Aries; muzeum Louvre
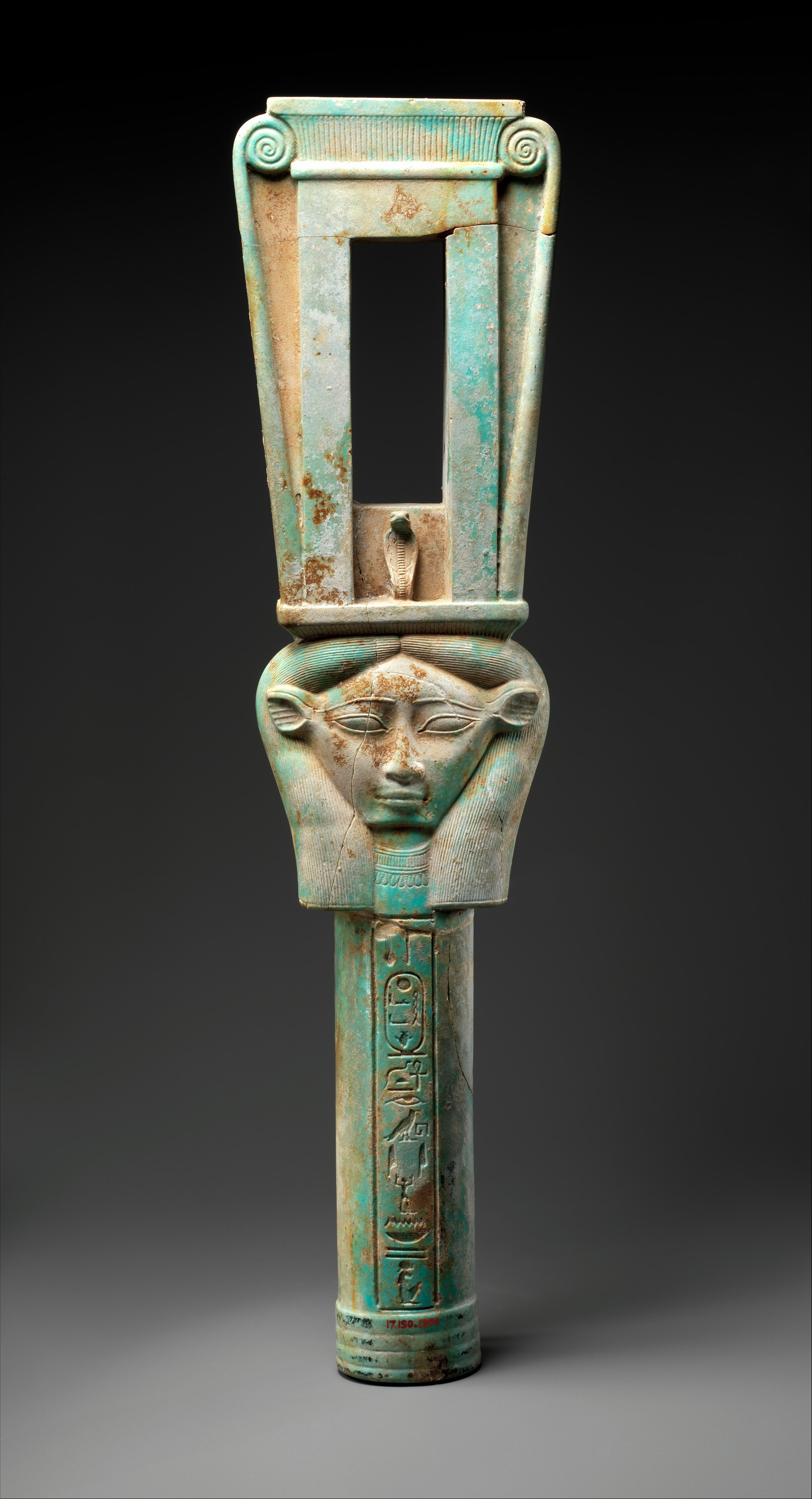
Sistrum[p 2] s kartuší Apries-Haaibra
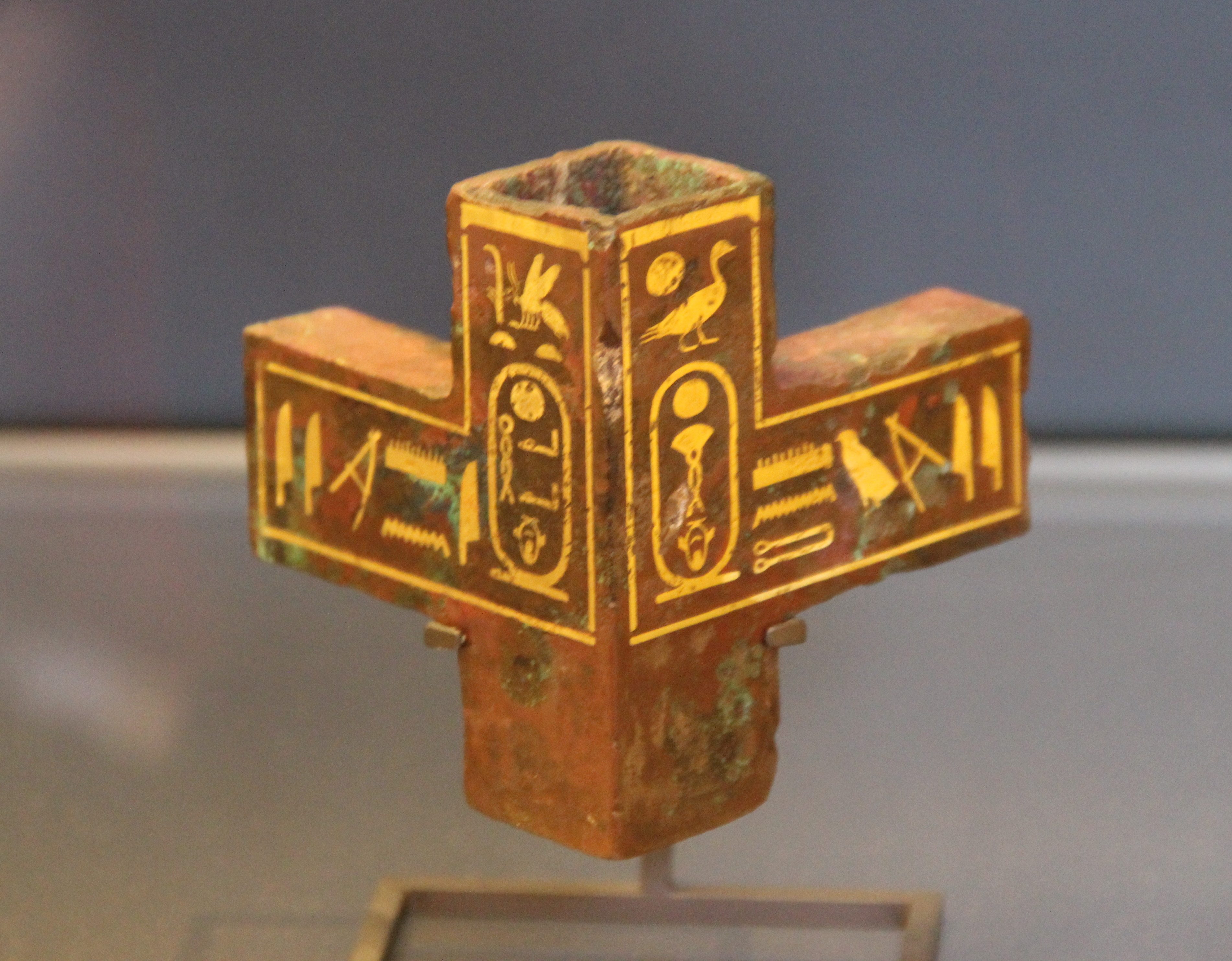
Bronzový rohový prvek stolku